# Oskar Dinort

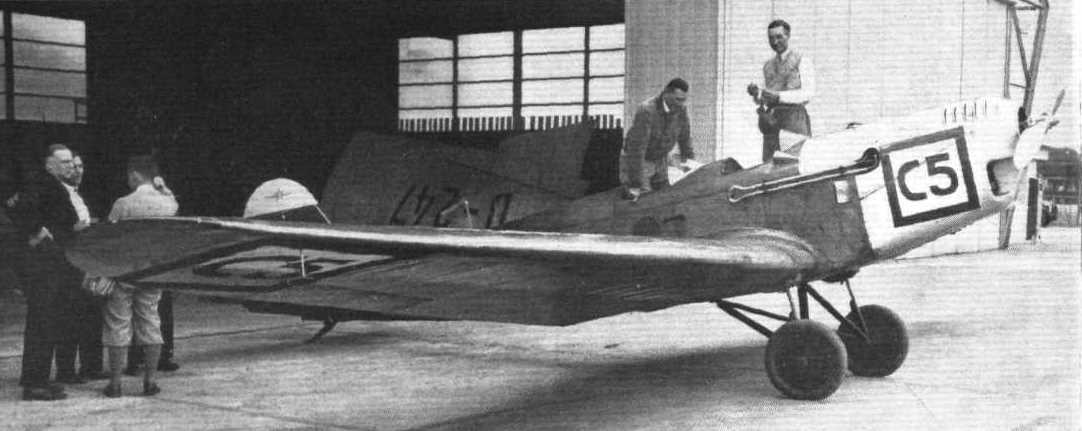
Samolot Klemm Kl 26 Va Oskara Dinorta, na którym wygrał zawody Deutschlandflug w 1931 roku

Oskar Dinort (ur. 23 czerwca 1901 w Berlinie-Charlottenburgu, zm. 27 maja 1965 w Kolonii) – niemiecki wojskowy, pilot wojskowy i sportowy, generał major.

## Życiorys
W 1919 roku na ochotnika wstąpił do jednego z freikorpsów Garde-Kavallerie-Schützen-Division w Berlinie i brał udział w jego działaniach.
W 1921 roku wstąpił do Reichswehry jako kandydat na oficera. Służbę pełnił w 2 pułku piechoty, uzyskując stopień oficerski w 1923 roku. W 1923 roku uzyskał patent pilota szybowcowego i samolotowego. Zaczął wtedy zajmować się sportem lotniczym, jednocześnie pełniąc służbę wojskową jako zawodowy żołnierz.
W dniu 20 października 1929 roku ustanowił rekord świata w długotrwałości lotu szybowcem, wykonując lot przez 14 godzin i 43 minuty. W 1930 roku wziął udział w zawodach samolotów turystycznych w Berlinie, zajmując na samolocie Klemm L.25E 10 miejsce. W 1931 roku na samolocie Klemm Kl 26 zdobył pierwsze miejsce w zawodach Deutschlandflug.
W 1934 roku został przeniesiony z 2 pułku piechoty do tajnego oddziału lotniczego występującego pod nazwą Reklamestaffel Mitteldeutschland, który był zaczątkiem organizacji Luftwaffe. Następnie został oficerem w sztabie I/JG 132.
W dniu 31 marca 1935 roku przeszedł do Ministerstwa Lotnictwa Rzeszy, gdzie zajmował się szkoleniem pilotów w lotach nurkowych.
W dniu 20 lutego 1936 roku został dowódcą grupy III/JG 134, a następnie od 15 września 1937 został dowódcą grupy I/StG 165 (przemianowana później na  I/StG 2 „Immelmann”), pierwszej jednostki wyposażonej w samoloty Junkers Ju 87 i dowodził tą grupą do wybuchu II wojny światowej.
Po wybuchu wojny nadal dowodząc tą grupą uczestniczył w ataku na Polskę. W dniu 1 września 1939 roku dowodzona przez niego grupa brała udział w nalocie na Wieluń i była  przez niego dowodzona. W czasie kampanii wrześniowej uczestniczył w 40 lotach bojowych.
Po zakończeniu walk w Polsce, w dniu 15 października 1939 roku został dowódcą całego StG 2 (Schlachtgeschwader 2 „Immelmann”) i był jego dowódcą do 15 października 1941 roku. W tym czasie jednostka ta brała udział w kampanii francuskiej w 1940 roku, nalotach na Anglię, kampanii bałkańskiej i początkowych walkach podczas ataku na ZSRR.
W październiku 1941 roku wycofany z frontu, a od lutego 1942 roku oficer sztabu Generalnego Inspektora Lotnictwa feldmarsz. E. Milcha, gdzie był odpowiedzialny za opracowywanie technik i taktyki bombardowania.
W 1944 roku wrócił do dowodzenia i został dowódcą 3 Szkolnej Dywizji Lotniczej stacjonującej w Pradze. Dywizją tą dowodził do zakończenia II wojny światowej.
W maju 1945 roku dostał się do niewoli amerykańskiej i przebywał w obozie jenieckim do 1947 roku.
Po wyjściu z obozu w Dortmundzie założył firmę, która zajmowała się projektowaniem i budową statków powietrznych typu skrzydłowiec, w związku z tym przez dłuższy czas przebywał w Chile, gdzie badał sposób lotu ptaków, co chciał wykorzystać w budowie swoich skrzydłowców.

## Awanse

### Reichswehra
- kandydat na oficera (Fahnenjunker) (1921)
- podporucznik (Leutnant) (01.02.1923)
- porucznik (Oberleutnant) (01.02.1928)

### Luftwaffe
- kapitan (Hauptmann) (01.04.1934)
- major (Major) (01.03.1937)
- podpułkownik (Oberstleutnant) (19.07.1941)
- pułkownik (Oberst) (01.09.1941)
- generał  major (Generalmajor) (01.04.1945)

## Odznaczenia
- Krzyż Rycerski Krzyża Żelaznego z Liśćmi Dębu (14.07.1941)
- Krzyż Rycerski Krzyża Żelaznego (20.06.1940)
- Krzyż Żelazny kl. I (11.05.1940)
- Krzyż Żelazny kl. II (20.09.1939)
- Order Waleczności kl. III (Bułgaria)